# Laphystia carnea
Laphystia carnea là một loài ruồi trong họ Asilidae. Laphystia carnea được Hermann miêu tả năm 1906.